# Курманово (Ярославская область)
Курманово — деревня в Ярославском районе Ярославской области России.
В рамках административно-территориального устройства относится к Толбухинскому сельскому округу Ярославского района, в рамках организации местного самоуправления включается в Кузнечихинское сельское поселение.

## География
Деревня находится в центральной части области, в зоне хвойно-широколиственных лесов, на левом берегу реки Рога, на расстоянии примерно 16 километров (по прямой) к северо-северо-востоку от города Ярославля, административного центра области и района. Абсолютная высота — 116 метров над уровнем моря.

### Климат
Климат характеризуется как умеренно континентальный, с умеренно холодной зимой и относительно тёплым влажным летом. Среднегодовая температура воздуха — +3,5 °C. Средняя температура воздуха самого холодного месяца (января) — −11,1 °C (абсолютный минимум — −46 °C); самого тёплого месяца (июля) — +18,2 °C (абсолютный максимум — +38 °C). Безморозный период длится около 214 дней. Годовое количество атмосферных осадков составляет около 646 миллиметров, из которых большая часть (около 70 %) выпадает в тёплый период. Устойчивый снежный покров держится около 151 дня. Среднегодовая скорость ветра — 4,7 м/с.

### Часовой пояс
Курманово, как и вся Ярославская область, находится в часовой зоне МСК (московское время). Смещение применяемого времени относительно UTC составляет +3:00.

## Население
| 2007 | 2010 |
| ---- | ---- |
| 0    | →0   |